# Anguilla (Missisipi)
Anguilla – miasto w Stanach Zjednoczonych, w stanie Missisipi, w hrabstwie Sharkey.